# Raffaele De Rosa (Rennfahrer)
Raffaele De Rosa (* 25. März 1987 in Neapel) ist ein italienischer Motorradrennfahrer.

## Karriere
Nach vier Jahren als Stammfahrer in der 125-cm³-Klasse der Motorrad-Weltmeisterschaft wechselte Raffaele De Rosa zur Saison 2009 in die 250-cm³-Klasse der WM, wo er auf einer Honda des Scot Racing Team 250cc an der Seite des Japaners Hiroshi Aoyama startete. Der Italiener zeigte konstante Leistungen, fuhr zwölf Top-10-Platzierungen in 16 Rennen ein und erreichte in Australien und Valencia jeweils mit Rang drei seine besten Saisonergebnisse. In der Gesamtwertung belegte De Rosa damit den sechsten Platz, was ihm den Titel Rookie of the Year einbrachte. Teamkollege Aoyama wurde Weltmeister.
In der Saison 2010 startete Raffaele De Rosa in der neu geschaffenen Moto2-Klasse der Motorrad-WM. Er trat für das französische Team Tech 3 Racing an der Seite von Yūki Takahashi an.

## Statistik

### Erfolge
- 2016 – FIM-Superstock-1000-Cup-Sieger auf BMW

### In der Motorrad-Weltmeisterschaft
| Saison | Klasse  | Motorrad               | Rennen | Siege | Podien | Poles | Punkte | Ergebnis |
| ------ | ------- | ---------------------- | ------ | ----- | ------ | ----- | ------ | -------- |
| 2004   | 125 cm³ | Honda                  | 1      | –     | –      | –     | –      | –        |
| 2005   | 125 cm³ | Aprilia                | 16     | –     | –      | –     | 13     | 23.      |
| 2006   | 125 cm³ | Aprilia                | 16     | –     | –      | –     | 37     | 16.      |
| 2007   | 125 cm³ | Aprilia                | 17     | –     | –      | –     | 56     | 16.      |
| 2008   | 125 cm³ | KTM                    | 17     | –     | –      | 1     | 37     | 18.      |
| 2009   | 250 cm³ | Honda                  | 16     | –     | 2      | 1     | 122    | 6.       |
| 2010   | Moto2   | Tech 3                 | 17     | –     | –      | –     | 15     | 27.      |
| 2011   | Moto2   | Moriwaki / FTR / Suter | 13     | –     | –      | –     | –      | –        |
| Gesamt | Gesamt  | Gesamt                 | 113    | 0     | 2      | 2     | 280    |          |

### In der Supersport-Weltmeisterschaft
(Stand: Saisonende 2023)
| Saison | Team                     | Motorrad              | Rennen | Siege | Zweiter | Dritter | Poles | Schn. Runden | Punkte | Ergebnis |
| ------ | ------------------------ | --------------------- | ------ | ----- | ------- | ------- | ----- | ------------ | ------ | -------- |
| 2012   | Team Lorini              | Honda CBR 600 RR      | 6      | –     | –       | –       | –     | –            | 15     | 24.      |
| 2013   | Team Lorini              | Honda CBR 600 RR      | 12     | –     | –       | –       | –     | –            | 25     | 19.      |
| 2014   | CIA Insurance Honda      | Honda CBR 600 RR      | 10     | –     | –       | 1       | –     | –            | 70     | 10.      |
| 2018   | MV Agusta Reparto Corse  | MV Agusta F3          | 12     | –     | 1       | 4       | –     | –            | 133    | 6.       |
| 2019   | MV Agusta Reparto Corse  | MV Agusta F3          | 12     | –     | 1       | 1       | –     | 1            | 101    | 6.       |
| 2020   | MV Agusta Reparto Corse  | MV Agusta F3          | 15     | –     | 1       | 3       | –     | –            | 135    | 6.       |
| 2021   | Orelac Racing VerdNatura | Kawasaki Ninja ZX-6 R | 23     | 1     | 2       | 1       | –     | 2            | 173    | 7.       |
| 2022   | Orelac Racing VerdNatura | Ducati Panigale V2    | 24     | –     | 2       | 1       | –     | 2            | 147    | 9.       |
| 2023   | Orelac Racing VerdNatura | Ducati Panigale V2    | 24     | –     | –       | –       | –     | –            | 138    | 10.      |
| 2024   | QJ Motor Factory Racing  | QJ GSR 800            | 22     | –     | –       | –       | –     | –            | 0      | 40.      |
| Gesamt | Gesamt                   | Gesamt                | 160    | 1     | 7       | 11      | 0     | 5            | 937    |          |